# St. Georg (Biessenhofen)

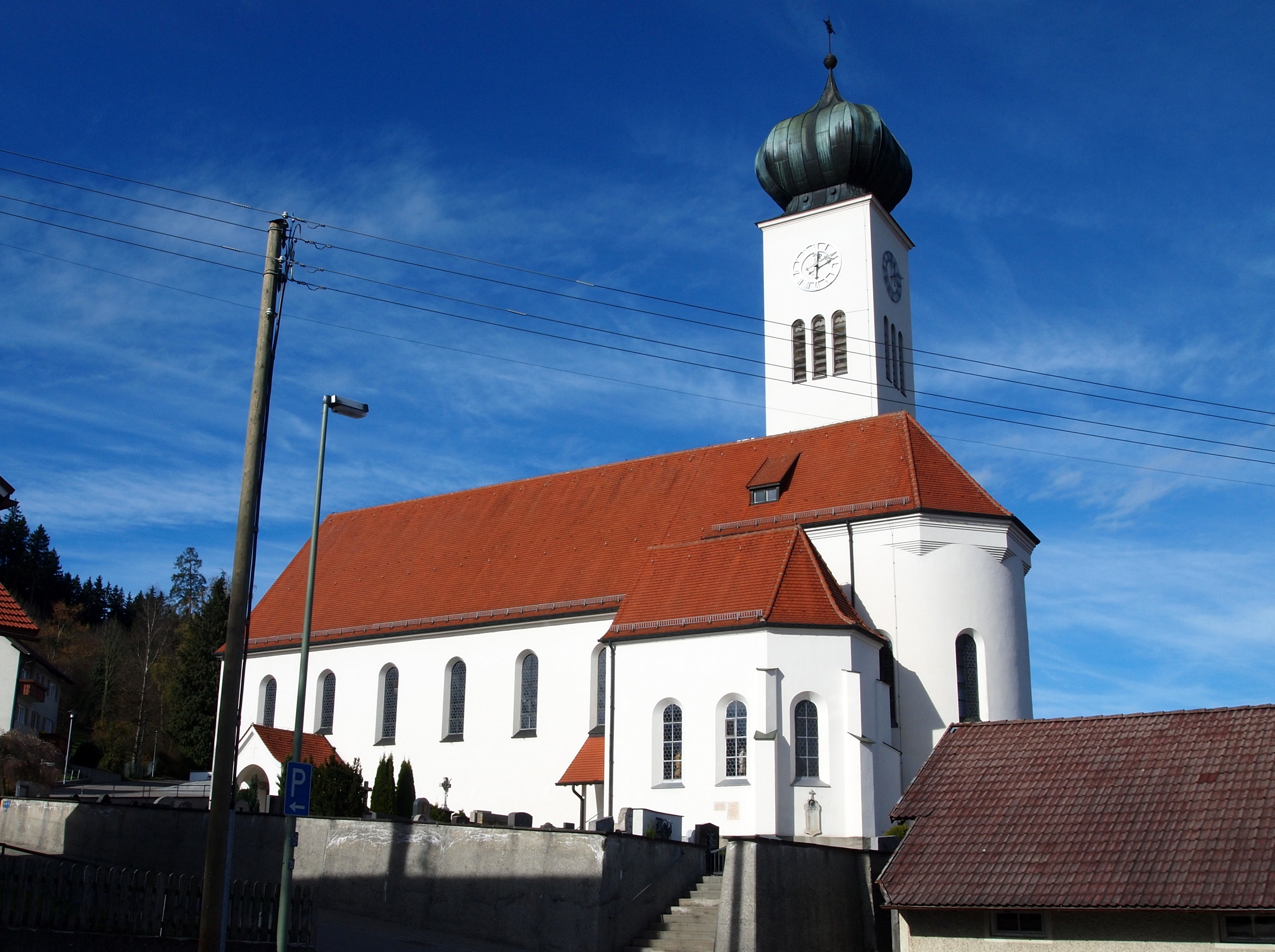
St. Georg in Biessenhofen

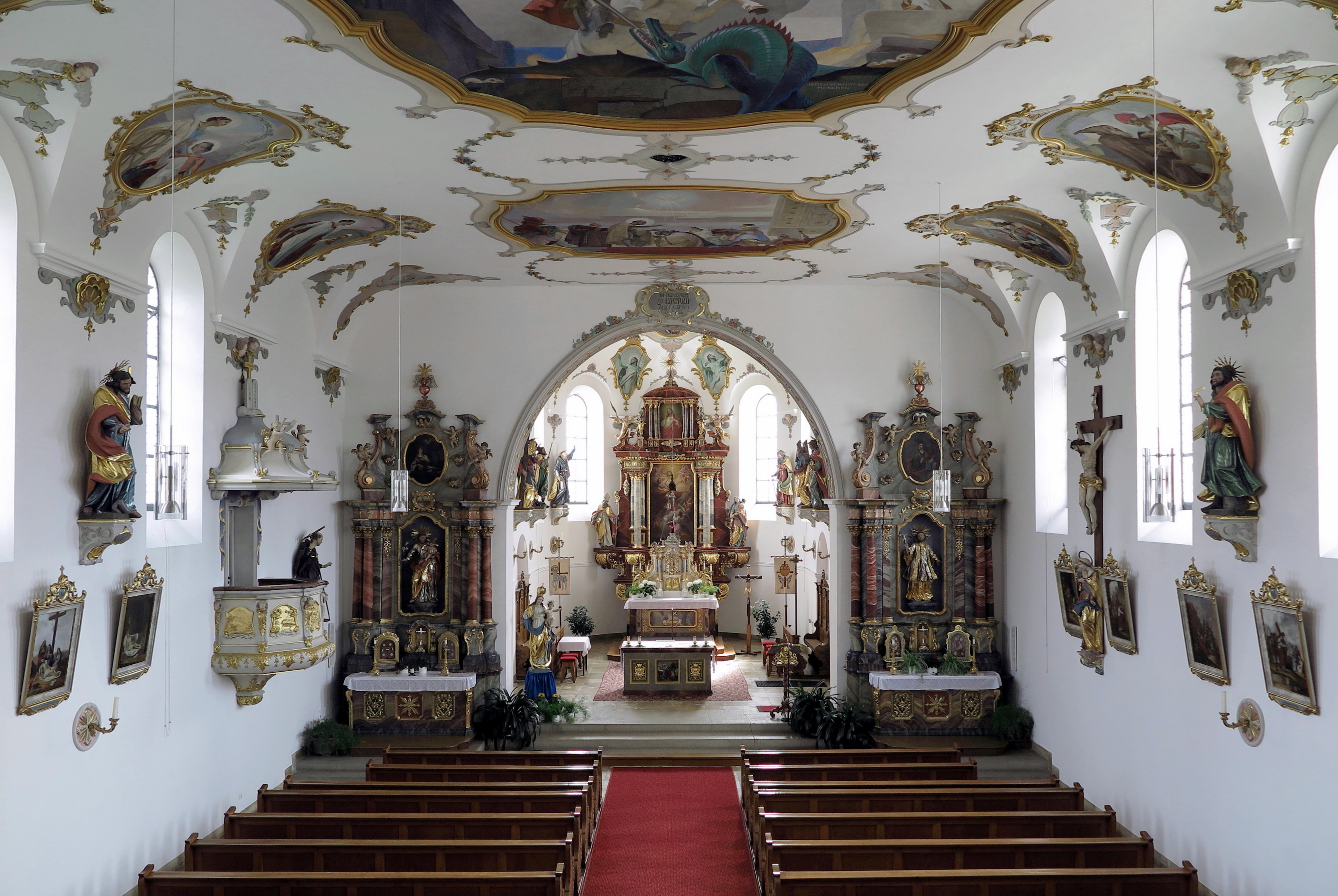
Blick zum Chor

Die römisch-katholische Pfarrkirche St. Georg steht in Biessenhofen, einer Gemeinde im schwäbischen Landkreis Ostallgäu in Bayern. Das Bauwerk ist in der Liste der Baudenkmäler in Biessenhofen als Baudenkmal unter der Nr. D-7-77-112-3 eingetragen. Die Kirchengemeinde gehört zum Dekanat Kaufbeuren des Bistums Augsburg.

## Beschreibung
Die Saalkirche wurde 1928 nach Plänen von Ambros Madlener erbaut. Sie besteht aus einem Langhaus, einem eingezogenen, dreiseitig geschlossenen, von Strebepfeilern gestützten Chor im Osten, einem Chorflankenturm an der Nordwand und der Sakristei, dem Chor des spätgotischen Vorgängerbaus, an der Südwand des Chors. Das oberste Geschoss des mit einer Zwiebelhaube bedeckten Chorflankenturms enthält die Turmuhr, das Geschoss darunter den Glockenstuhl, in dem fünf Kirchenglocken hängen.
Die Johann Pöllandt zugeschriebenen Statuen gehörten zu der abgebrochenen Kanzel der Pfarrkirche Altdorf. Die Statuen der Evangelisten auf den Mensen der Seitenaltäre werden der Werkstatt von Johann Pöllandt zugeschrieben. Die von Konrad Huber gestalteten Kreuzwegstationen standen ursprünglich in der Pfarrkirche von Ruderatshofen. In der Sakristei befindet sich ein Fresko mit der Darstellung einer Mater Dolorosa.